# Pacific 231
Pacific 231 es una composición orquestal de 1923, obra de Arthur Honegger. 
Honegger era conocido por ser un entusiasta de los trenes, y una vez llegó a decir: «Siempre me han gustado las locomotoras apasionadamente. Para mí son como criaturas vivientes y las amo como los demás pueden amar a las mujeres o a los caballos». Es una de sus obras que más frecuentemente se interpretan.

## Descripción
La lectura popular de la pieza es que representa a una locomotora de vapor, una interpretación que es apoyada por el título de la pieza. Honegger, sin embargo, insistió en que él la escribió como un ejercicio sobre la creación de sensación de velocidad de mientras el tempo de la pieza se ralentiza. Originalmente titulada Mouvement Symphonique, fue finalmente titulada Pacific 231 a secas, después de haber sido terminada. Pacific 231 hace referencia a una clase de locomotora de vapor designada en notación Whyte como un 4-6-2, con cuatro ruedas de piloto, seis ruedas motrices y dos ruedas tiradas (los franceses, que cuentan los ejes en lugar de ruedas al describir las locomotoras, denominan esta disposición como 2-3-1).

## Orquestación
La orquesta se compone de los siguientes instrumentos: dos flautas, flautín, dos oboes, corno inglés, dos clarinetes, clarinete bajo, dos fagotes, contrafagot, cuatro trompas, tres trompetas, tres trombones, tuba, cuatro percusionistas (tambor tenor, platillos, bombo, tam-tam), cuerdas.
Pacific 231 es el primero de una serie de tres movimientos sinfónicos compuestos por Honegger. Los otros dos son Rugby y Mouvement Symphonique Nº 3. Honegger se lamentaba de que su «pobre Movimiento Sinfónica  n.º 3 pagó un precio muy alto por su estéril título». Los críticos generalmente lo ignoran, mientras que Pacific 231 y Rugby, con títulos más sugestivos, han sido tratados en profundidad.

## En el cine
Una galardonada película francesa de 1949, Pacific 231, dirigida por Jean Mitry, utiliza la obra orquestal como banda sonora en homenaje a la locomotora de vapor, e incluye tomas de cerca de las ruedas motrices, los rodamientos del tren y el ferrocarril, en su mayoría tomadas mientras está en marcha, y escenas que siguen la música.